# Liane Saraiva Ruivaco
Liane Saraiva Ruivaco (Monte Real, 1997) é uma militar paraquedista portuguesa, notória por ter sido a primeira mulher da categoria de Oficiais a concluir o Curso de Instrutores de Paraquedismo Militar em Portugal.

## Biografia
Liane Ruivaco nasceu em 1997, em Monte Real (Leiria). Ingressou na Academia Militar em 2016, na arma de Artilharia, tendo ingressado no Quadro Especial no posto de Alferes, em 2023. No mesmo ano, enquanto colocada no Regimento de Artilharia n.º 4, concluiu o 319º Curso de Paraquedismo Militar, no Regimento de Paraquedistas.
Em 2025, no posto de Tenente, concluiu o Curso de Instrutores de Paraquedismo Militar, tornando-se assim a segunda instrutora de paraquedismo militar do sexo feminino, em Portugal (feito apenas anteriormente alcançado por Alexandra Serrano Rosa), e primeira da categoria de Oficiais.